# Nadleśnictwo Zdrojowa Góra
Nadleśnictwo Zdrojowa Góra – nadleśnictwo z siedzibą w Pile, w województwie wielkopolskim. Podlega Regionalnej Dyrekcji Lasów Państwowych w Pile. Nadleśnictwo zostało utworzone na mocy zarządzenia Ministra Leśnictwa z dnia 1 października 1946 roku.

## Obszar
Nadleśnictwo jest położone na terenie województwa wielkopolskiego (18219,83 ha) i zachodniopomorskiego (15,09 ha), powiatu pilskiego, złotowskiego, czarnkowsko-trzcianeckiego i wałeckiego.
Siedziba Nadleśnictwa mieści się w Pile. Miasto jest otoczone lasami, które w wielu miejscach znajdują się w jego granice, stanowiąc 49% powierzchni miasta. Swoim zasięgiem obejmuje poza terenem miasta Piła również sześć gmin: Krajenka, Szydłowo, Tarnówka, Trzcianka, Ujście i Wałcz.
W jego skład wchodzi 10 leśnictw: Krępsko, Skórka, Dobrzyca, Łubianka, Zaciszów, Płociczno, Koszyce, Zawada, Mały Borek, Stobno. Ze względu na sąsiedztwo dużego miasta ponad 99% lasów zostało uznanych za lasy ochronne.
Teren Nadleśnictwa jest bardzo urozmaicony. Można spotkać tu formy morenowe, utwory wodnolodowcowe, współczesne osady bagienne, utwory eoliczne i deluwialne. Najwyższym wzniesieniem jest Góra Dąbrowa o wysokości 207,1 m n.p.m. Dominują gleby rdzawe, które stanowią około 93% wszystkich gleb.
Do najciekawszych miejsc należą Rezerwat przyrody Kuźnik, zespół przyrodniczo-krajobrazowy „Góra Dąbrowa” oraz liczne stanowiska kurhanowe, do których należy największe w Polsce cmentarzysko z wczesnej epoki brązu funkcjonujące między XVIII a XVI wiekiem p.n.e. odkryte w 1932 roku w okolicach Śmiardowa Krajeńskiego.

## Zasoby leśne
Udział siedlisk leśnych
- 90% – borowe, czyli drzewostany z przewagą gatunków iglastych, najczęściej sosny i świerku
- 9% – lasowe, czyli drzewostany z przewagą gatunków liściastych
- 1% – olsy

Udział gatunków lasotwórczych
- 95% – sosna
- 2% – dąb, buk
- 1% – modrzew, świerk
- 1% – olsza
- 1% – pozostałe

Średni wiek drzewostanów to 61 lat, przeciętna zasobność to 262 m³/ha.

## Fauna i flora
W lasach nadleśnictwa występuje 155 gatunków objętych ochroną. Zwierzyna łowna reprezentowana jest głównie przez jelenie, daniele, sarny i dziki. Okresowo pojawiają się łosie.